# نضال إسماعيل
نضال إسماعيل (14 فبراير 1985) لاعب كرة قدم بحريني يلعب حاليا لصالح نادي الدرجة الأولى الأهلي البحريني في مركز الجناح الأيسر من 2015 كما يجيد اللعب في مراكز الوسط المهاجم والوسط المحوري والوسط الأيسر والظهير الأيسر.

## الإنجازات

### الرفاع
- الدوري البحريني الممتاز (1): 2012
- كأس ملك البحرين (1): 2010

### الأهلي
- كأس الاتحاد البحريني (1): 2016